# Кідаль (місто)
Кідаль (фр. Kidal, тифінаг ) — туарезьке місто на півночі Малі. Розташоване за 350 км на північ від Гао і 1500 км від Бамако, столиці країни.
Адміністративний центр регіону Кідаль.

## Населення
Населення складається переважно з туарегів.

## Клімат
Місто знаходиться у зоні, котра характеризується кліматом тропічних пустель. Найтепліший місяць — червень із середньою температурою 35.6 °C (96 °F). Найхолодніший місяць — січень, із середньою температурою 20.6 °С (69 °F).
| Клімат Кідаля           | Клімат Кідаля | Клімат Кідаля | Клімат Кідаля | Клімат Кідаля | Клімат Кідаля | Клімат Кідаля | Клімат Кідаля | Клімат Кідаля | Клімат Кідаля | Клімат Кідаля | Клімат Кідаля | Клімат Кідаля | Клімат Кідаля |
| Показник                | Січ.          | Лют.          | Бер.          | Квіт.         | Трав.         | Черв.         | Лип.          | Серп.         | Вер.          | Жовт.         | Лист.         | Груд.         | Рік           |
| Абсолютний максимум, °C | 37            | 36            | 42            | 46            | 46            | 47            | 43            | 46            | 42            | 41            | 37            | 35            | 47            |
| Середній максимум, °C   | 25            | 28            | 32            | 36            | 40            | 40            | 37            | 36            | 37            | 36            | 30            | 26            | 33            |
| Середня температура, °C | 20            | 23            | 27            | 30            | 34            | 35            | 33            | 32            | 32            | 30            | 26            | 21            | 28            |
| Середній мінімум, °C    | 15            | 17            | 21            | 24            | 28            | 30            | 28            | 28            | 28            | 25            | 20            | 15            | 23            |
| Абсолютний мінімум, °C  | 2             | 6             | 8             | 12            | 17            | 21            | 22            | 22            | 18            | 17            | 10            | 3             | 2             |
| Днів з опадами          | 1             | 1             | 0             | 0             | 0             | 1             | 2             | 2             | 1             | 1             | 1             | 0             | 10            |
| Днів з дощем            | 1             | 1             | 0             | 0             | 0             | 1             | 2             | 2             | 1             | 1             | 1             | 0             | 10            |
| ----------------------- | ------------- | ------------- | ------------- | ------------- | ------------- | ------------- | ------------- | ------------- | ------------- | ------------- | ------------- | ------------- | ------------- |
| Джерело: Weatherbase    |               |               |               |               |               |               |               |               |               |               |               |               |               |

## Галерея

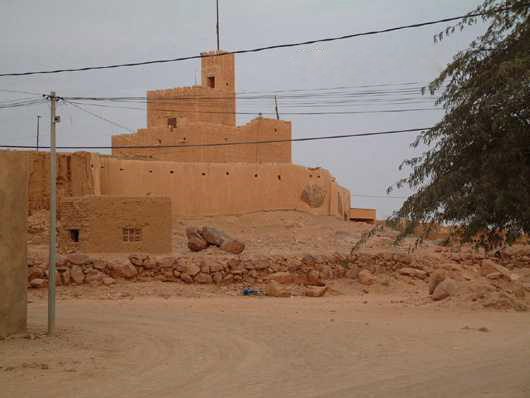
Колоніальна французька фортеця
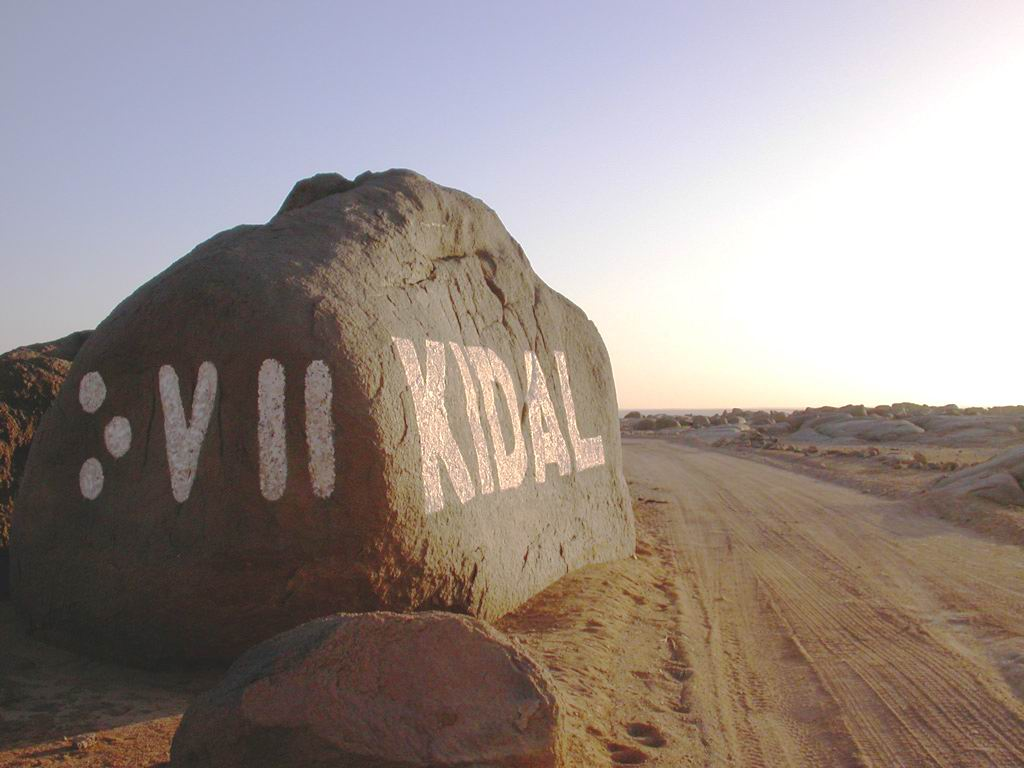
При в'їзді в місто
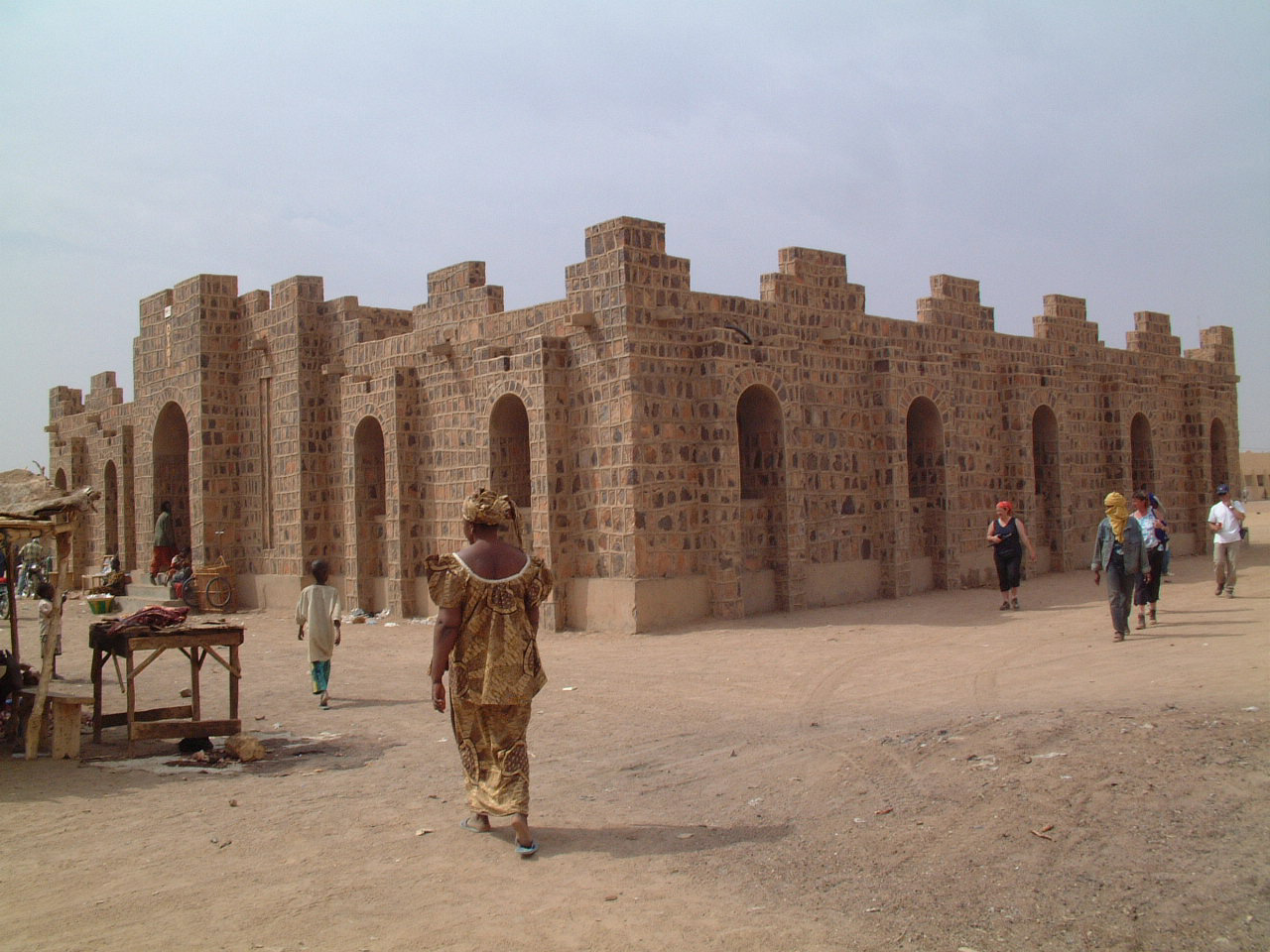